# Aldeias do Xisto

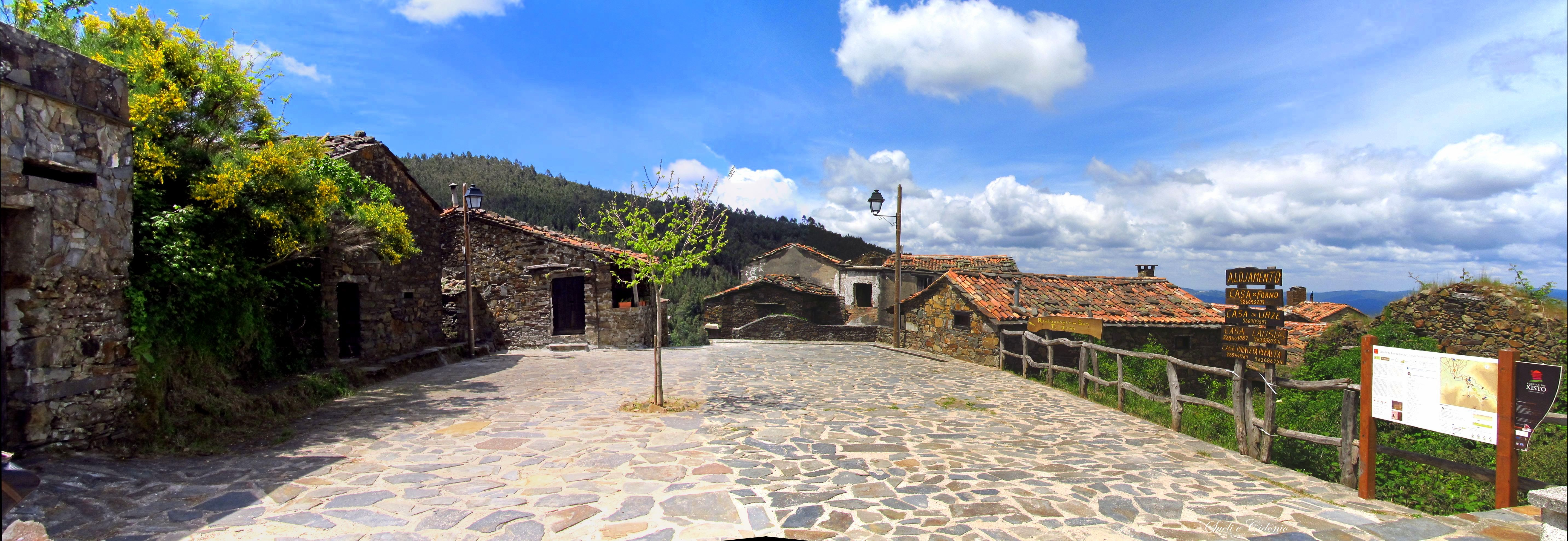
El llogaret de Talasnal

Aldeias do Xisto ('llogarets d'esquist' en català), dins del Programa das Aldeias do Xist, és un projecte posat en pràctica a partir de l'any de 2001 per la Comissió de Coordinació i Desenvolupament Regional del Centre (CCDRC), que empra fons comunitaris mitjançant el Programa Operacional de la Regió Centre (Mesura II.6, component FEDER).
En la fase inicial se'n seleccionaren 24 candidatures corresponents a un igual nombre de llogarets de 14 municipis de la Regió del Centre (Pinhal Interior Nord i Pinhal Interior Sud). Ara per ara en formen part 27 llogarets de 16 municipis.

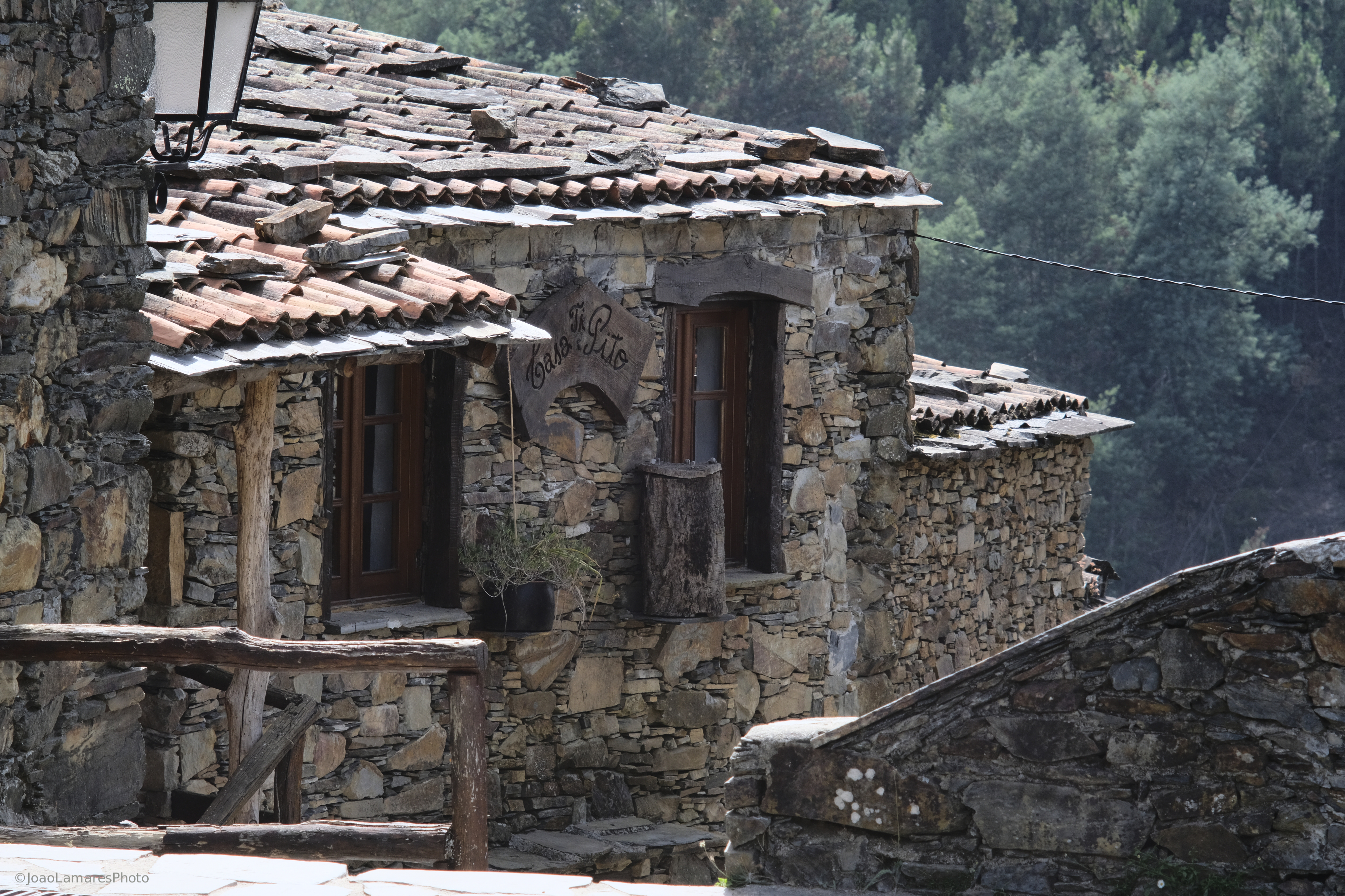
Entrada al llogaret de Talasnal

Aquest conjunt de 27 llogarets distribuïts en 16 municipis amb construccions fetes d'esquist se situades en 4 regions principals: la serra da Lousã, la serra do Açor, el Zêzere i el Tejo-Ocreza; la majoria dels llogarets són a la serra da Lousã (12), seguits de 6 a la zona del Zêzere, 5 a la serra do Açor i 4 al Tejo-Ocreza.

## Objectius

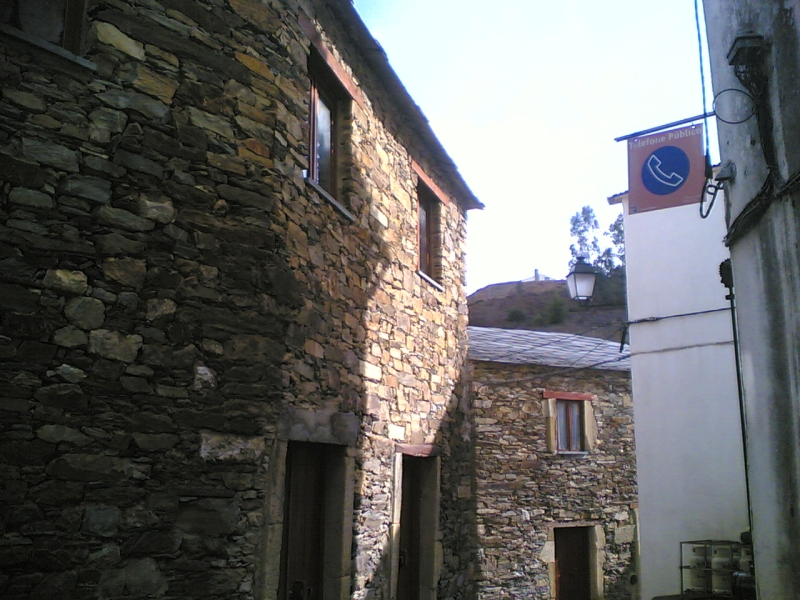
Fajão, Pampilhosa da Serra

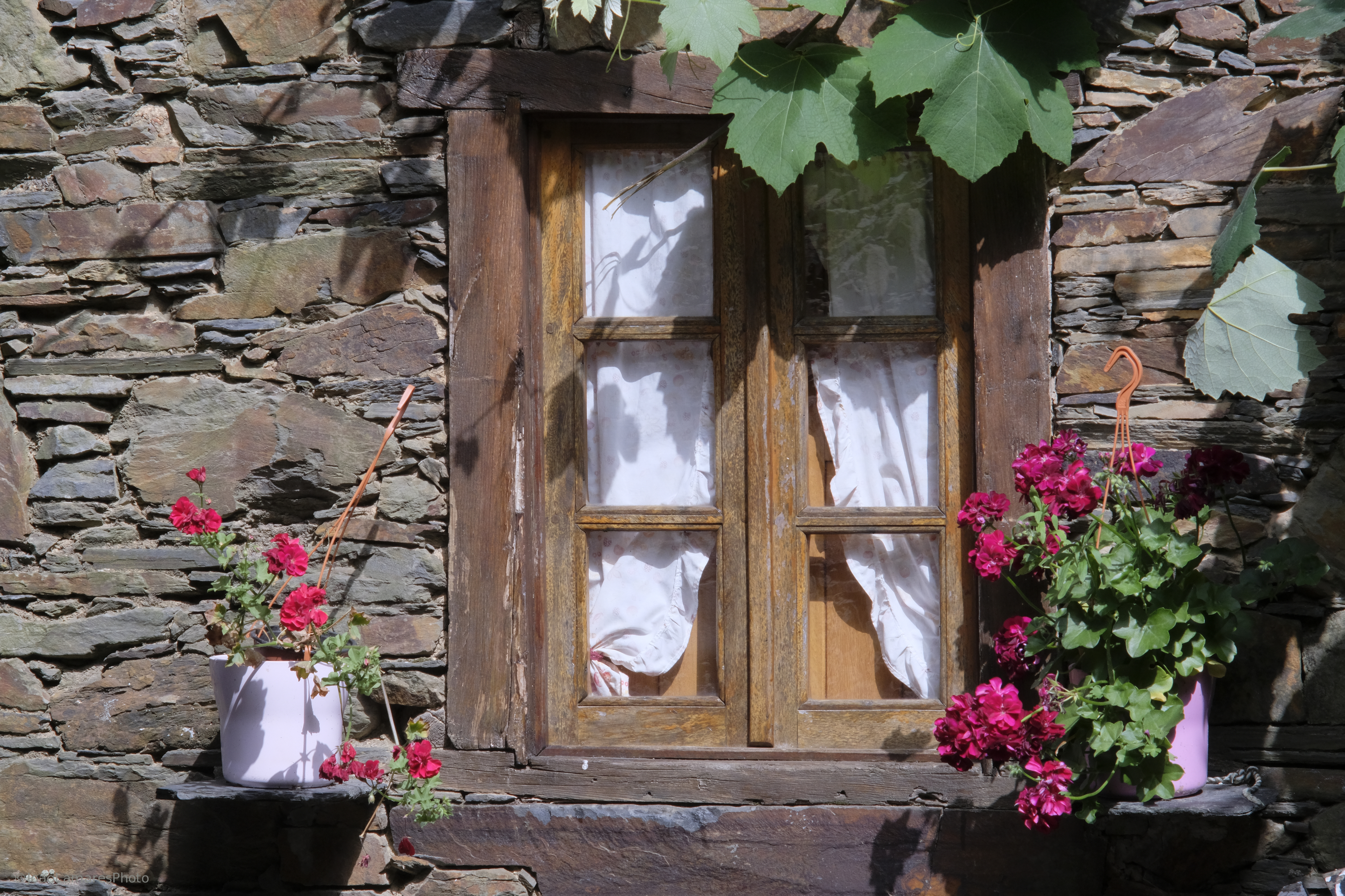
Talasnal, finestra decorada amb flors

La Xarxa das Aldeias do Xisto és un projecte de desenvolupament sostenible, dirigit per l'ADXTUR (Agència per al Desenvolupament Turístic dels Llogarets d'Esquist), fet en col·laboració entre diversos municipis (16) i entitats privades, i pretén la promoció d'aquesta zona, creant riquesa amb una oferta de serveis turístics en conjugació amb la preservació de la cultura i paisatges, la dinamització de les arts i oficis tradicionals, del patrimoni i dels productes característics dels llogarets que integren la xarxa.
La Xarxa das Aldeias do Xisto és un projecte associat al patrimoni cultural, social i arquitectònic de la zona.

## Història
Hi ha rastres de presència humana al territori de les Aldeias do Xisto des de la prehistòria; n'és prova el descobriment d'artefactes datats de l'edat del bronze i les pintures rupestres del llogaret de Barroca a la vora del riu Zêzere. Igual que en altres indrets de la península Ibèrica; els romans, els bàrbars i els andalusins hi deixaren vestigis de la seua presència, com ara en la topografia i arquitectura.
Només en l'era medieval adquiriren una mica de protagonisme. Alguns llogarets van sorgir per acció dels ordes religiosos, d'altres per les activitats pastorals, o el comerç, i Sarzedas fou fundada per decret reial.
A partir de mitjan segle XX els habitants anaren migrant cap a les ciutats i els llogarets es van quedar deserts. Després s'hi ha experimentat un procés de reconstrucció i repoblació. Els llogarets estan en auge pel BTT i les competicions que es realitzen al territori.

## Els llogarets
| - En el municipi d'Arganil: - Benfeita - Vila Cova de Alva - En el municipi de Castelo Branco: - Martim Branco - Sarzedas - En el municipi de Covilhã: - Sobral de Sâo Miguel - En el municipi de Figueiró dos Vinhos: - Casal de Sâo Simão - En el municipi de Fundão: - Barroca - Janeiro da Cima | - En el municipi de Góis: - Aigra Nova - Aigra Vella - Comareira - Pena - En el municipi de Lousã: - Candal - Casal Novo - Cerdeira - Chiqueiro - Talasnal - En el municipi de Miranda do Corvo: - Gondramaz - En el municipi d'Oleiros: - Álvaro | - En el municipi d'Olivera do Hospital: - Llogaret das Dez - En el municipi de Pampilhosa da Serra: - Fajão - Janeiro da Baixo - En el municipi de Pedrógão Grande: - Mosteiro - En el municipi de Penela: - Ferraria de Sâo João - En el municipi de Proença-a-Nova: - Figueira - En el municipi de Sertã: - Pedrógão Pequeno - En el municipi de Vila de Rei: - Agua Bela |